# Ljusbukig långnäbb
Ljusbukig långnäbb (Macrosphenus kretschmeri) är en fågel i familjen afrikanska sångare inom ordningen tättingar.

## Utseende och läte
Ljusbukig långnäbb är en udda sångare med ljust lång näbb. Fjäderdräkten är färglöst brunaktig med något ljusare undersida. Ögat är ljust. Den liknar vissa grönbulbyler, men känns igen på kortare stjärt och längre näbb. Även sången är bulbylaktig i tonen, en tjirpande fras med tre till fem först stigande och sedan fallande visslingar, ofta upprepade efter en paus.

## Utbredning och systematik
Ljusbukig långnäbb delas in i två underarter med följande utbredning:
- Macrosphenus kretschmeri kretschmeri – förekommer från sydostligaste Kenya till centrala Tanzania
- Macrosphenus kretschmeri griseiceps – förekommer i sydöstra Tanzania och nordöstra Moçambique

### Familjetillhörighet
Tidigare placerades långnäbbarna i den stora familjen Sylviidae, men DNA-studier har visat att denna är parafyletisk gentemot andra fågelfamiljer som lärkor, svalor och bulbyler. Sylviidae har därför delats upp i ett antal mindre familjer, däribland familjen afrikanska sångare, där förutom långnäbbar även krombekar inom släktet Sylvietta, samt de monotypiska arterna stråsångare, mustaschsångare, fynbossångare och damarasångare ingår.

## Levnadssätt
Ljusbukig långnäbb hittas i regnskog, huvudsakligen i täta klängväxter på medelhög nivå. Den ses vabligen i par eller smågrupper.

## Status och hot
Arten har ett stort utbredningsområde och en stor population, men tros minska i antal, dock inte tillräckligt kraftigt för att den ska betraktas som hotad. Internationella naturvårdsunionen IUCN kategoriserar därför arten som livskraftig (LC). Världspopulationen har inte uppskattats men den beskrivs som övervägande ovanlig till lokalt vanlig.

## Namn
Fågelns vetenskapliga artnamn hedrar Eugen Franz Kretschmer (1868-1894), tysk ornitolog verksam som samlare av specimen i Kenya 1894.